# Mario Pretto
Mario Pretto (7 d'octubre de 1915 - 2 d'abril de 1984) fou un futbolista italià.

## Selecció de Bolívia
Va entrenar la selecció boliviana a la Copa del Món de 1950 com a entrenador.